# Johannes Alfred Hultman
Johannes Alfred Hultman med signaturen J. A. H., född 6 juli 1861 Ärnanäs, Hjärtlanda socken, Småland, död 7 augusti 1942 i Los Angeles, var en svensk komponist, sångare och predikant. 

## Biografi
Hultman föddes i Ärnanäs men redan när han var två år flyttade familjen till Terlekvarn på gränsen mellan Hultsjö och Skepperstads socknar utanför Sävsjö och därefter i USA då familjen emigrerade 1869. I USA tog familjer namnet Hultman efter Hultsjö socken. Han blev sångare och predikant i en svensk missionsförening i Nebraska redan som 17-åring. Han komponerade och skrev andliga sånger. Olika församlingar anställde honom som predikant. Han studerade en tid i Chicago och gjorde flitiga sångarresor. I USA utgav Hultman sångsamlingen Cymbalen 1885 och 1888. Tillsammans med Andrew L. Skoog gav han 1896 ut sångsamlingen Jubelklangen. 
Omkring 1909 återvände han till Sverige och ägnade han sig helt åt sin sångarverksamhet, men återvände 1913 till USA. 1919 återkom han på nytt till Sverige och stannade nu till 1921. Under de följande åren återvände han till Sverige inför varje sommar. Efter att hösten 1939 ha återvänt till USA efter en sommar i Sverige kunde han dock inte återvända fler gånger på grund av utbrottet av andra världskriget. I Sverige publicerades Solskenssånger i häften som utkom 1912-1939 för att till sist omfatta sammanlagt 500 sånger. 
Hultman var en originell person och mycket generös. Han betalade alltid kollekt vid sina sångstunder, för att föregå med gott exempel.
I den svenska psalmboken 1986 är nummer 261, Tack, min Gud, för vad som varit komponerad av Hultman och hämtad ut Solskenssånger.
Hultmans texter hade upphovsrättsligt skydd till år 2013.

## Psalmer
- Nu vi vandra till Jerusalem (nr 244 i Hjärtesånger 1895)
- Tack, min Gud, för vad som varit! (musik till August Storms text, nr 261 i Den svenska psalmboken 1986, Psalmer och sånger, Frälsningsarméns sångbok och Lova Herren 1988. Finns på Wikisource.
- Jesus kommer, Jesus kommer! (nr. 738 i Psalmer och sånger, nr. 694 i Frälsningsarméns sångbok)
- Skall det bli några stjärnor i kronan jag får (musik till Eliza Edmunds Hewitts text, nr. 862 i Frälsningsarméns sångbok)